# Baron Elton

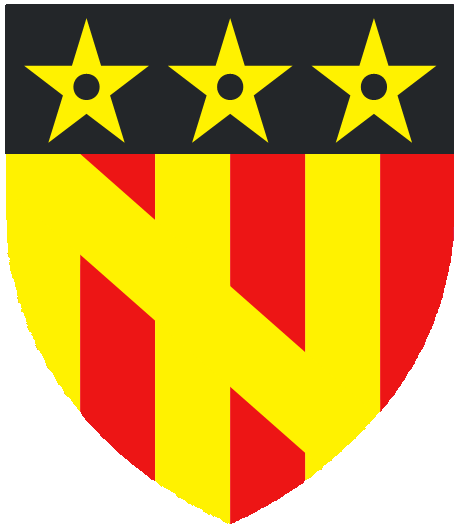
Wappen der Barone Elton

Baron Elton, of Headington in the County of Oxford, ist ein erblicher britischer Adelstitel in der Peerage of the United Kingdom.
Der Titel wurde am 16. Januar 1934 dem Historiker und Labour-Politiker Godfrey Elton verliehen.
Heutiger Titelinhaber ist dessen Enkel Edward Elton als 3. Baron.

## Liste der Barone Elton (1934)
- Godfrey Elton, 1. Baron Elton (1892–1973)
- Rodney Elton, 2. Baron Elton (1930–2023)
- Edward Elton, 3. Baron Elton (* 1966)

Voraussichtlicher Titelerbe (Heir apparent) ist der Sohn des bisherigen Titelinhabers, Hon. Charles Elton (* 2010).